# سیسیل هامفریز
سیسیل هامفریز (انگلیسی: Cecil Humphreys؛ ۲۱ ژوئیه ۱۸۸۳ – ۶ نوامبر ۱۹۴۷) بازیگر اهل بریتانیا بود.
از فیلم‌ها یا برنامه‌های تلویزیونی که وی در آن نقش داشته‌است، می‌توان به وای دکتر نه!، دیک تورپین، لبه تیغ و بلندی‌های بادگیر اشاره کرد.